# مارك أيتشيسون يونغ
السير مارك أيتشيسون يونغ (30 حزيران 1886 - 12 أيار 1974 م) كان مسؤولًا استعماريًّا بريطانيًّا، اشتهر بخدمته كحاكم لهونغ كونغ في وقت الغزو الياباني للمنطقة في عام 1941 م، وبخدمته أمينًا عامًّا في فلسطين الانتدابية في الفترة 1930–1933 م.
وُلد يونغ في الهند البريطانية، وهو ابن وحفيد لعضوين بارزين في الخدمة المدنية الهندية، وسار على خطى شقيقيه الأكبرين وأصبح مديرًا استعماريًا، فخدم في سيلان وسيراليون وفلسطين، قبل أن يصبح حاكمًا لبربادوس وتنجانيقا. تولّى يونغ منصب حاكم هونغ كونغ عام 1941 م، قبل ثلاثة أشهر من اندلاع حرب المحيط الهادئ. وخلال معركة هونغ كونغ، رفض يونغ الاستسلام في مناسبات عديدة، قبل أن يستسلم يوم عيد الميلاد عام 1941 م لتجنب المزيد من إراقة الدماء. ثم أصبح يونغ أسير حرب يابانيًا حتى عام 1945 م.
بعد فترة من التعافي، عاد يونغ إلى هونغ كونغ عام 1946 م حاكمًا لها. وأدخل إصلاحات ديمقراطية محدودة في هونغ كونغ، والتي ألغاها خليفته، السير ألكسندر غرانثام. ثم تقاعد في إنجلترا، وتوفي في وينشستر عام 1974 م.

## الحياة المبكرة والتعليم
كان يونغ هو الابن الثالث للمسؤول الاستعماري السير ويليام ماكوورث يونغ، الذي كان يشغل منصب نائب حاكم البنجاب، وزوجته الثانية فرانسيس ماري، ابنة السير روبرت آيلز إيجيرتون، الذي كان يشغل أيضًا منصب نائب حاكم البنجاب. كان السير روبرت إيجيرتون ابن شقيق البارون الثامن السير جون جراي إيجيرتون والقس البارون التاسع السير فيليب جراي إيجيرتون.
تلقى يونغ تعليمه في كلية إيتون وكلية كينجز في كامبريدج، حيث حصل على مرتبة الشرف الأولى في الدراسات الكلاسيكية.

## المسيرة الاستعمارية
التحق بالخدمة العسكرية الشرقية وذهب إلى سيلان في عام 1909 م. خدم في الجيش البريطاني مع لواء البنادق (لواء الأمير القرين) خلال الحرب العالمية الأولى منذ عام 1915 م.
شغل يونج منصب مساعد وزير المستعمرات الرئيس في سيلان (من عام 1923 إلى عام 1925 تحت قيادة السير سيسيل كليمنتي ومورشيسون فليتشر من عام 1925 إلى عام 1928 م)، ثم منصب وزير المستعمرات في سيراليون من عام 1928 إلى عام 1930 م. ومن عام 1930 إلى عام 1933، شغل منصب السكرتير الرئيس لحكومة الانتداب البريطاني على فلسطين.
من 5 آب 1933 إلى آذار 1938 م، شغل منصب الحاكم والقائد الأعلى لباربادوس. ومن تشرين الثاني 1937 إلى شباط 1938 م، خدم في حكومة ترينيداد وتوباغو.
في الفترة من عام 1938 إلى عام 1941، شغل يونغ منصب الحاكم والقائد العام لتنجانيقا. ومع اقتراب شبح الحرب في أوروبا، أعاد يونغ الثقة إلى نفوس سكان المستعمرة، الذين كانوا يخشون من أن تُعاد إلى ألمانيا ضمن تسويات السلام المحتملة. كما اتخذ خطوة بارزة بتعيين ممثلين عن الجالية الهندية في مؤسسات الإقليم. وعند اندلاع الحرب العالمية الثانية، سارع يونغ إلى نزع سلاح الجالية الألمانية الكبيرة في المستعمرة واعتقال أفرادها.

## حاكم هونغ كونغ وأسير حرب
في 10 أيلول 1941 م، عُين يونج حاكمًا لهونج كونج. كانت القوات اليابانية قد احتلت بالفعل البر الرئيس الصيني المجاور لهونج كونج كجزء من حربها المستمرة مع الصين، وفي وقت مبكر من ولاية يونج تعرضت هونج كونج لتهديد الغزو الياباني.
في الساعة الثامنة من صباح يوم 8 كانون الأول 1941 م، وبعد ساعات قليلة من هجوم بيرل هاربور، تعرضت هونغ كونغ لنيران القوات الإمبراطورية اليابانية. استمرت المعركة 17 يومًا، وانتهت بتسليم يونغ المستعمرة القائد الياباني تاكاشي ساكاي في 25 كانون الأول، وهو ما عُرف بـ"عيد الميلاد الأسود" بين سكان هونغ كونغ، الذين خضعوا آنذاك للحكم الياباني لمدة ثلاث سنوات وثمانية أشهر. صدّ يونغ عدة محاولات من القائد مالتبي وآخرين في الجيش لطلب شروط الاستسلام ومناقشة ذلك منذ الثامن عشر من كانون الأول. ويعود ذلك جزئيًا إلى تعليمات واضحة من تشرشل مباشرةً إلى يونغ، ناصحًا إياه بأنه "يجب القتال من أجل كل جزء من جزيرة هونغ كونغ، وأن يقاوم العدو بأقصى درجات العناد. في كل يوم تحافظ فيه على مقاومتك، فإنك تدعم قضية الحلفاء في جميع أنحاء العالم".
كان يونغ أسير حرب في أيدي اليابانيين من كانون الأول 1941 إلى آب 1945 م. وقد احتُجز في البداية في فندق بينينسولا ثم سُجن في معسكر لأسرى الحرب في ستانلي، على الشواطئ الجنوبية لجزيرة هونغ كونغ. وبعد ذلك بوقت قصير، نُقل لاحقًا، مع أسرى آخرين رفيعي المستوى من الحلفاء، بمن فيهم القائد مالتبي، إلى سلسلة من معسكرات أسرى الحرب في شنغهاي وتايوان واليابان، ثم إلى معسكر بالقرب من الحدود الصينية المنغولية، وأخيرًا إلى موقع بالقرب من موكدين (شنيانغ الحديثة) في منشوريا، حتى تحريره في نهاية الحرب. وعلى الرغم من كونه أعلى مسؤول رتبة في المستعمرة، إلا أن يونغ تعرض لسوء المعاملة من خاطفيه. هُزمت اليابان واستسلمت في أيلول 1945 م واستعادت بريطانيا السيطرة على المستعمرة.

## حاكمية ما بعد الاحتلال الياباني
استأنف يونغ مهامه كحاكم لهونغ كونغ في الأول من أيار عام 1946، بعد أن أمضى بعض الوقت في إنجلترا للتعافي. وبعد عودته، اقترح إصلاحات سياسية من شأنها أن تسمح لسكان هونغ كونغ باختيار مجلس تشريعي تمثيلي مكون من 30 عضوًا بشكل مباشر. وتصور أن المجلس الجديد سيتولى الشؤون اليومية وأن تكون قراراته محصنة ضد حق النقض من الحاكم. ودعا يونغ، مرددا خطة السير جيفري نورثكوت، إلى ترقية الموظفين المدنيين الصينيين المحليين إلى المناصب العليا. وتم التخلي عن هذه المبادرات في نهاية المطاف في عهد الحاكم السير ألكسندر غرانثام، وهو محافظ متحمس. تقاعد يونغ من منصب الحاكم في عام 1947 م.

## الحياة الشخصية
وكان لدى يونغ وزوجته جوزفين ماري أربعة أطفال، من بينهم السير بريان يونغ.
يونغ، والسير ويليام روبنسون، وكريستوفر باتن هم الحكام الوحيدون الذين لم يُكرَّموا في هونغ كونغ بعد انتهاء مهامهم. ولعل السبب في ذلك هو أن يونغ قضى معظم فترة وجوده في هونغ كونغ أسير حرب، ولم يمضِ فيها سوى فترة وجيزة بين عامي 1946 و1947 م كحاكم.
وكان شقيقاه جيرارد ماكوورث يونج (مدير المدرسة البريطانية في أثينا أيضًا) والسير هيوبرت وينثروب يونج، الحاصل على وسام الإمبراطورية البريطانية، أيضًا مسؤولين استعماريين.

## الأوسمة
- رفيق وسام القديس ميخائيل والقديس جاورجيوس (CMG) (1931)
- وسام فارس قائد من وسام القديس ميخائيل والقديس جورج (KCMG) - السير (1934)
- وسام الصليب الأعظم من وسام القديس ميخائيل والقديس جورج (GCMG) - السير (1946)

## روابط خارجية
- صورة لهونغ كونغ 1946-1947 من تصوير هيدا موريسون